# Chị em bạn dì

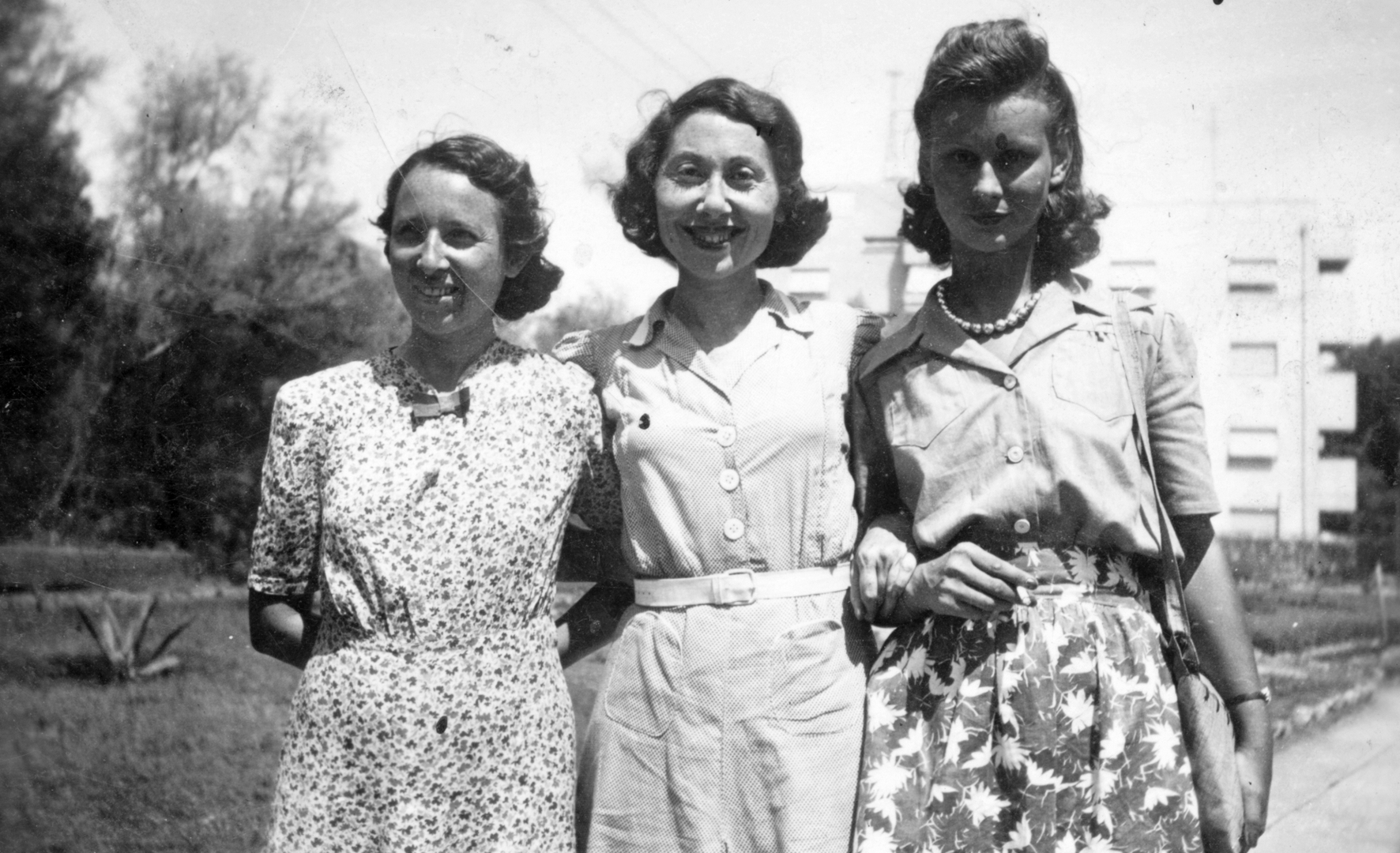
Ba người phụ nữ thập niên 1940 ở Ten A-vip, Israel

Trong lĩnh vực nghiên cứu tập tính và khoa học xã hội, thì khái niệm chị em bạn dì (tiếng Anh: female bonding) hay còn gọi là chị chị em em hay hội chị em bạn dì, là sự hình thành một mối quan hệ cá nhân gần gũi và thân thiết cũng như các kiểu mẫu bạn bè hay sự gắn bó và hiệp tác giữa những người phụ nữ với nhau.

## Ví dụ minh họa
Within the context of human relationships the definition and display of female bonding can be dependent on multiple factors such as age, sexual orientation, culture, race and marital status. For example, some studies have shown that there is relatively strong female bonding evidence which is shared among single women. It is evident that this particular cohort of women sees each other as lifelong confidants due to the absence of a lifelong commitment to a spouse. Along with this, the lack of commitment allows women to develop and maintain the strong ties between other single female friends.